# 高山盆地

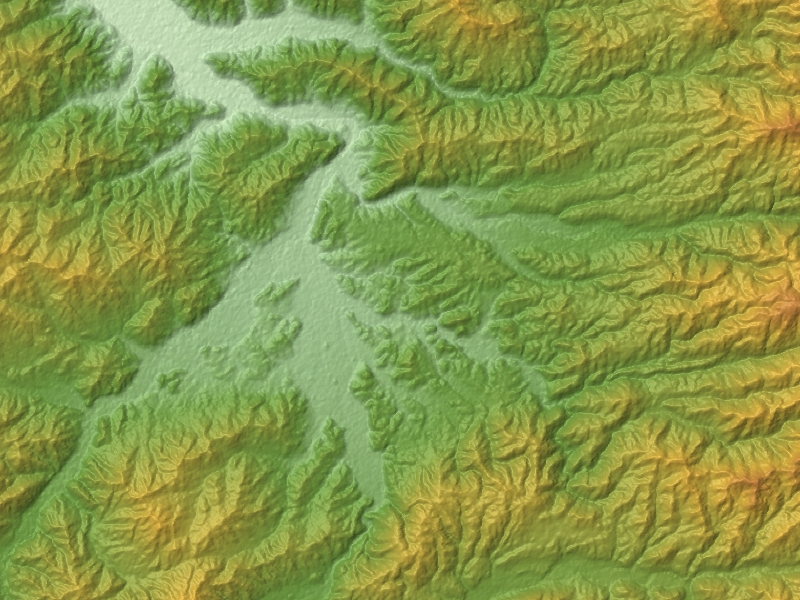
高山盆地の地形図

高山盆地（たかやまぼんち）は、岐阜県高山市の盆地である。この盆地の大半は、2005年（平成17年）2月1日の合併前の旧高山市の区域である。

## 特徴

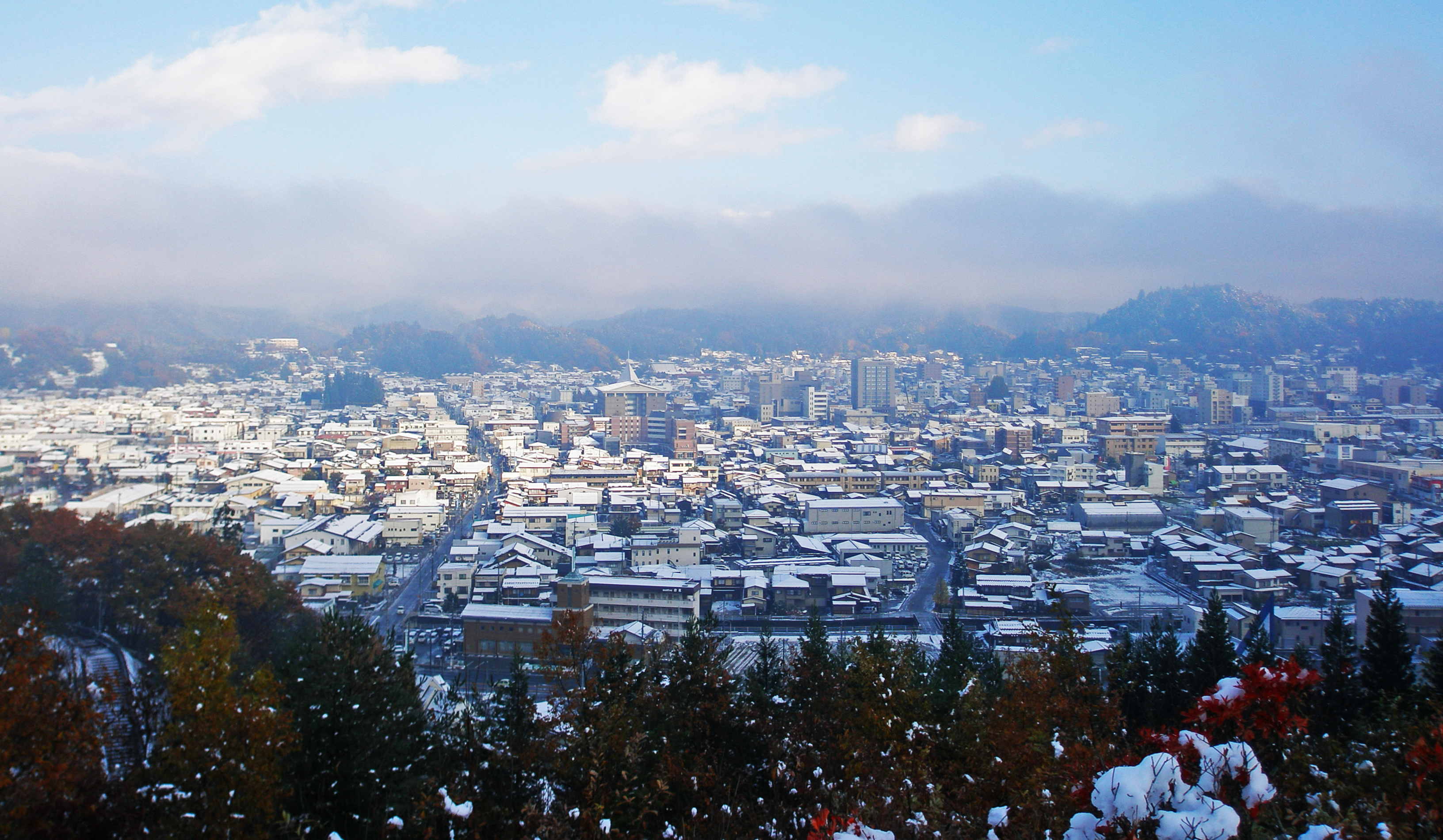
高山市内の中山から盆地を望む

山間盆地であり、城山、東山、北山、中山などの四方を山に囲まれた地域である。流れ込む河川は、宮川と、その支流である川上川、大八賀川、小八賀川などがある。また、東に乗鞍岳、焼岳、穂高岳、槍ヶ岳、黒部五郎岳、笠ヶ岳、南東に御嶽山、北西に白山が遠望できる。
90％以上を山林で占める飛騨地方では極めて珍しく沖積層や更新世という第四紀層で大半が形成され、飛騨の他地域と比較して地震には弱い地盤と言える。また盆地としては河川堆積物によるいわゆる砂礫層が極めて浅いことから、沈降でできた盆地ではなく、飛騨山脈に引きずられるように上昇しその上昇量が周辺と比べて少なかったため盆地状の地形となった、と推測されており、それ故に「盆地でない盆地」と表現されることがある。海抜は約560ｍ～600ｍと非常に高地に存在する。
気候面では、内陸性気候・日本海側気候を併せ持ち、昼夜、夏冬の気候温度差が大きく、湿度が低い。冬季は雪が多い。

## 歴史
縄文時代の遺跡が数多くあり、古くから人が住んでいたと推測される。
飛鳥時代までの飛騨の中心地は、互いに隣接する国府盆地（旧国府町、現高山市国府町）、古川盆地（旧古川町、現飛騨市）一帯であり、これらの地域には飛鳥時代後期（7世紀）創建の仏教寺院跡が確認されている（飛騨地方で確認されている飛鳥寺院15ヶ寺のうち12ヶ寺を両盆地が有する）。奈良時代には国分寺と国分尼寺が高山に設置され、高山盆地に飛騨の中心地が移る。
鎌倉時代になると飛騨の中心地は再び国府盆地、古川盆地に移り、戦国時代の中期頃まで続いた。戦国時代末期になると、高山に松倉城を築城した三木自綱が1583年（天正11年）頃に飛騨統一を果たしたことにより、飛騨の中心は再び高山盆地一帯となる。その後の1585年（天正13年）には金森長近が豊臣秀吉の命で松倉城を攻め落とし飛騨を支配、1600年（慶長5年）には高山城を築城する。
江戸時代、飛騨高山藩の中心地となり、現在も残る城下町・商家町が形成された。1692年（元禄5年）、金森頼旹が転封となり、飛騨国は天領となって代官所である高山陣屋が置かれた。その後は現在にいたるまで高山盆地は飛騨の中心地である。
座標: 北緯36度9分0秒 東経137度15分0秒 / 北緯36.15000度 東経137.25000度